# بيرل ماكيفر
بيرل ماكيفر (بالإنجليزية: Pearl McIver)‏ هي ممرضة أمريكية، ولدت في 23 يونيو 1893 في لوري في الولايات المتحدة، وتوفيت في 1976.